# Frankfurter Grüngürteltier

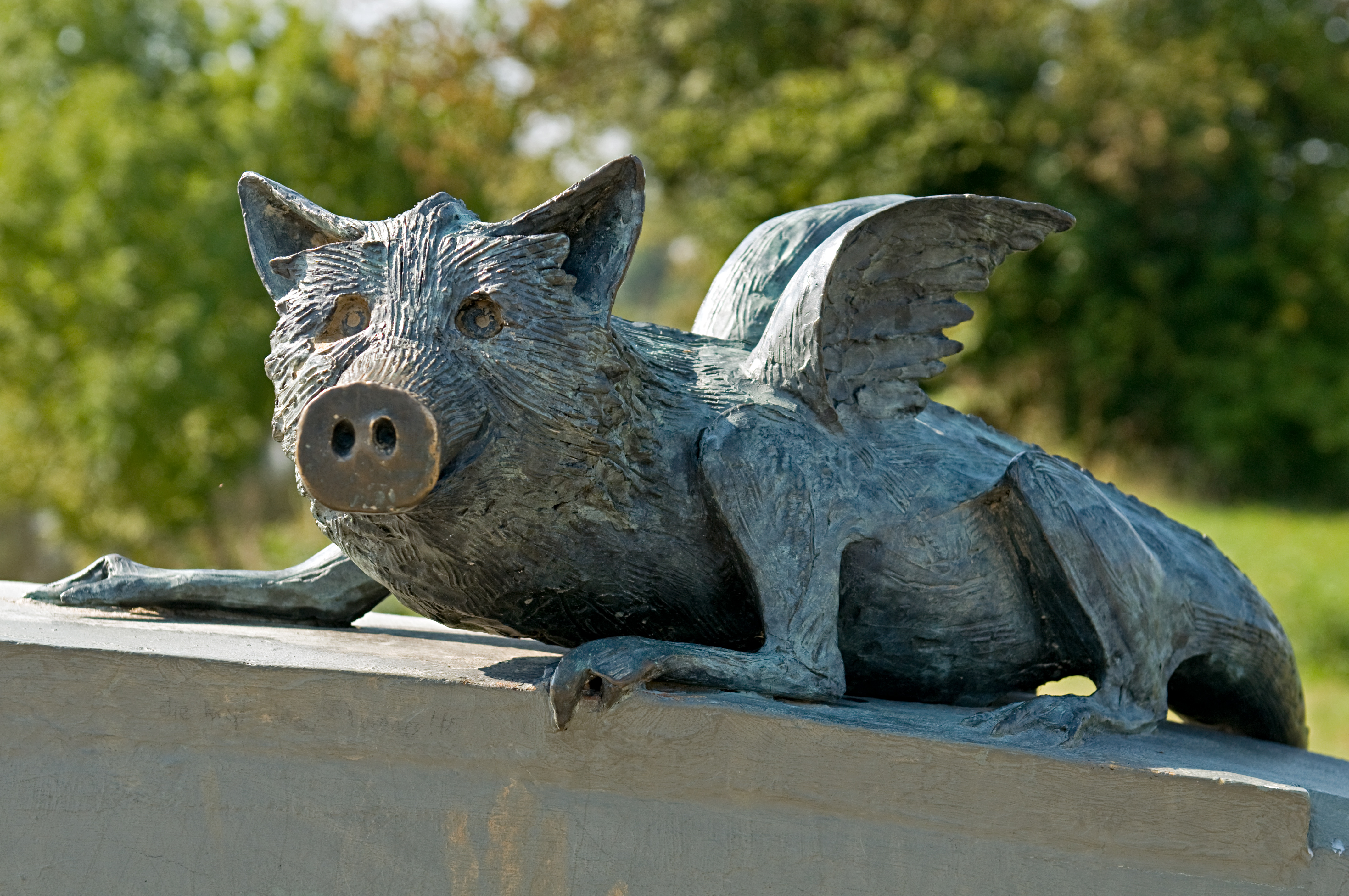
Bronzeplastik des Grüngürteltiers auf der Robert-Gernhardt-Brücke über die Nidda in Frankfurt-Bonames

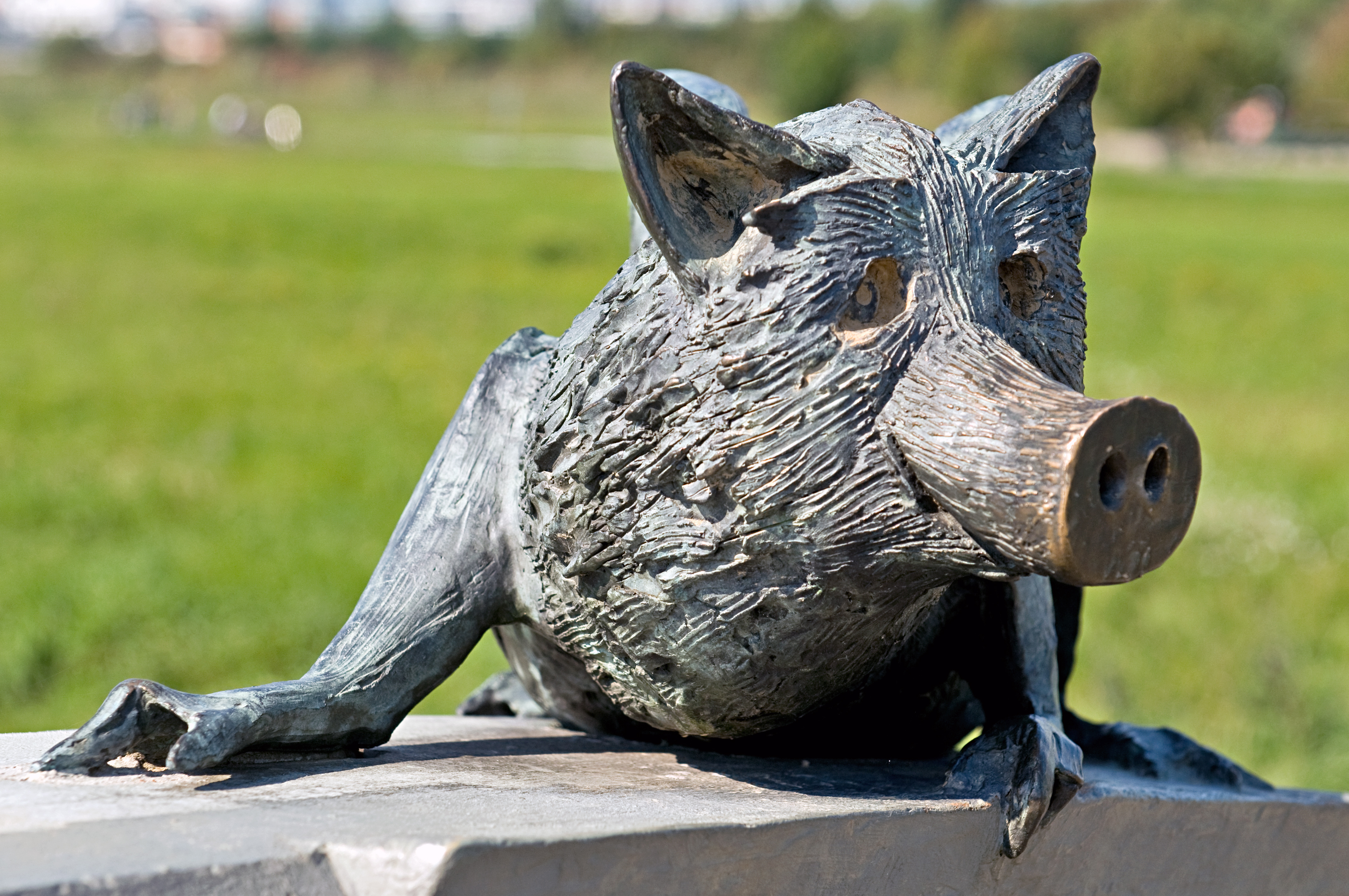
Bronzeplastik, Ansicht von vorn

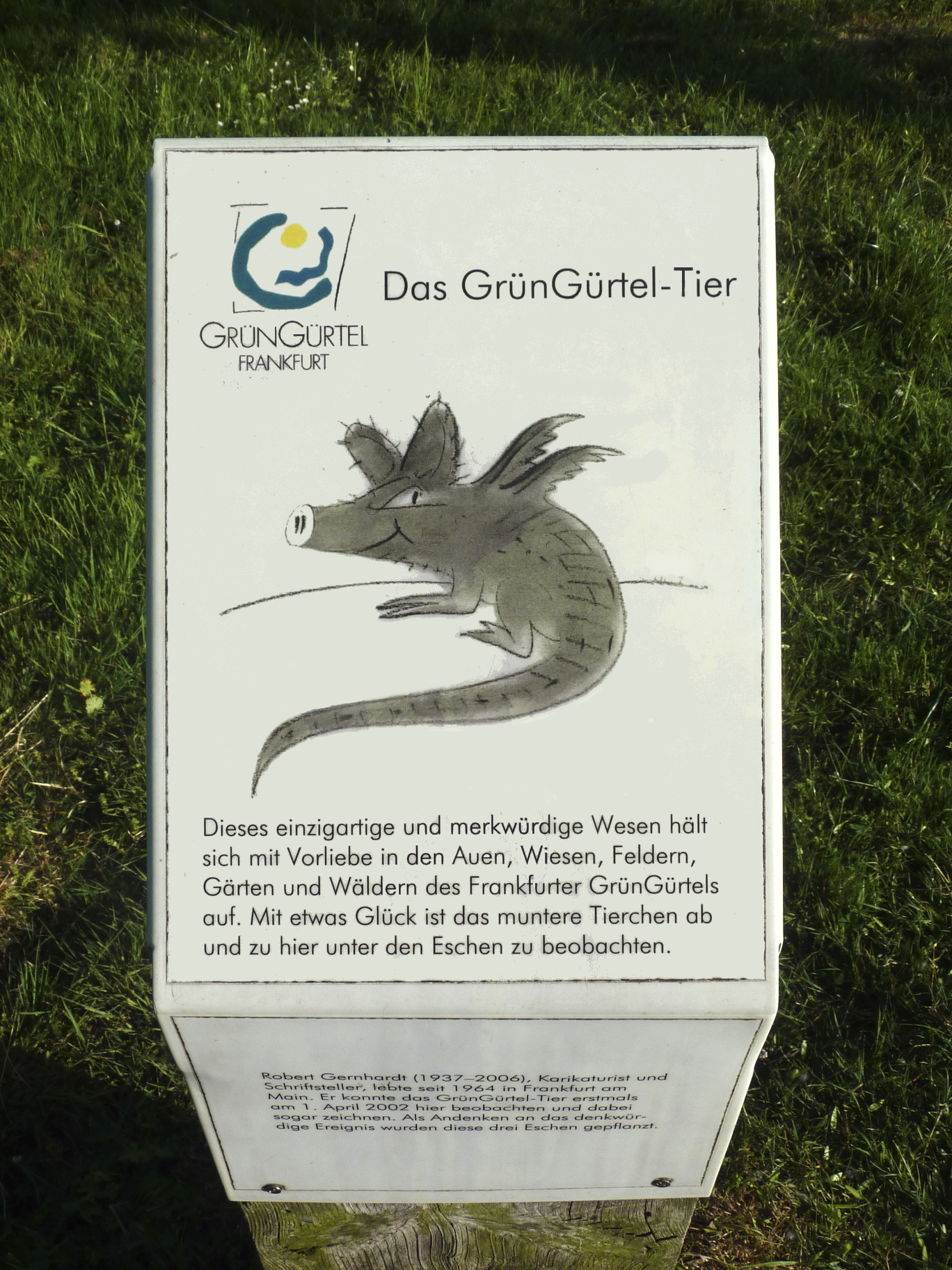
Informationsstele an der Wörthspitze mit Reproduktion einer Zeichnung von Robert Gernhardt

Das Grüngürteltier, offizielle Schreibweise GrünGürtel-Tier, ist die offizielle Sympathiefigur, die von der Stadt Frankfurt am Main zur Imagewerbung für das städtische Naturschutz-, Landschaftsschutz- und Naherholungsgebiet Frankfurter Grüngürtel eingesetzt wird. Die Figur wurde im Jahr 2001 von dem Frankfurter Schriftsteller, Dichter, Maler und Zeichner Robert Gernhardt entworfen. Seit Gernhardts Tod im Jahr 2006 werden offizielle grafische Darstellungen des Grüngürteltieres von dem Frankfurter Künstler und Illustrator Philip Waechter ausgeführt.
Das Grüngürteltier wurde an mehreren Stellen als künstlerische Skulptur aufgestellt. Ebenso ist es auf Stelen, Schildern und Wegweisern abgebildet, die Informationen entlang der Wege des Grüngürtels anbieten. Die Figur war der Auslöser zur Schaffung der Skulpturenreihe Komische Kunst im Frankfurter Grüngürtel.

## Entstehungsgeschichte
Gernhardt schuf die Figur des Grüngürteltiers als eine „Kreuzung aus Wutz, Molch und Star“. Ihr fiktionaler lateinischer Gattungsname Dasipus franconia ist eine Anspielung auf die Säugetiergruppe der Gürteltiere (Dasypoda, im Singular Dasypus), hier mit der Bedeutung „fränkisches Gürteltier“. Das Tier hat den stilisierten Kopf eines Wildschweins („Wutz“), Rumpf, Beine und Schwanz eines Molches, die Schwingen eines Starenvogels und ist in Gernhardts Zeichnungen durchgehend grün eingefärbt. Zu einer ersten Zeichnung Gernhardts kamen vier weitere hinzu, die gemeinsam als „GrünGürtel-Tier Suite“ betitelt wurden. Reproduktionen der Zeichnungen erschienen in limitierter Auflage als Grafikmappe mit fünf Kunstdrucken im Format DIN A2.
Gernhardt stiftete die Zeichnungen samt Nutzungsrechten dem Umweltamt der Stadt Frankfurt, damit die Kunstfigur als Sympathieträger der Förderung des Umweltgedankens des Frankfurter Grüngürtels zugutekommt. Im Gegenzug wurde Gernhardt eine Baumgruppe gewidmet, die Gernhardt-Eschen an der Wörthspitze in Nied. Sie stehen dort, wo Gernhardt das Grüngürteltier am 1. April 2002 erstmals „gesichtet“ und gezeichnet haben will. Eine Informationsstele erinnert an dieses Ereignis (siehe nebenstehendes Foto).

## Vermarktung
Seit dem Entstehungsjahr wird die Sympathiefigur in vielfältiger Form zur Werbung für den Frankfurter Grüngürtel eingesetzt. Sie tritt im Rahmen einer eigens eingerichteten Website auf, erscheint auf Drucksachen des Umweltamtes sowie als ein auf 1500 Stück limitiertes, vom Spielzeughersteller Steiff angebotenes Stofftier. Das Stofftier wird auch als Preis bei Gewinn- und Quizspielen der Stadt Frankfurt für Kinder und Jugendliche eingesetzt (GrünGürtel-Tier-Sammelpass und GrünGürtel-Tier-Diplom).